# Милутин Скочајић
Милутин Скочајић (Подграђе код Мостара, 23. септембар 1936 — 23. април 2004) био је пензионисани генерал-мајор Војске Републике Српске. У периоду од 1992. до 1995. био је оперативац у команди Дринског корпуса ВРС и начелник штаба корпуса, а уједно и замјеник команданта корпуса.

## Биографија
Рођен је 1936. у селу Подграђе. Отац Обрен, био је по занимању радник. Био је ожењен и имао је двоје дјеце.
Послије ниже реалне гимназије ступа у ЈНА 20. августа 1957. Свечану обавезу дао је 1. новембра 1962. Нижи течајни испит завршио 1955. у Невесињу, Пјешадијску подофицирску школу 4. класа 1955-1957; Војну академију Копнене војске ЈНА 15. класа 1958-1962; Политичку школу 15. класа 1970-1971; Командно-штабну академију Копнене војске 24. класа 1971-1973. Све школе завршио са одличним успјехом само Политичку школу са врло добрим успјехом.
У чин поручника произведен указом 23. новембра 1965. Унапређиван је у чин: пјешадијског капетана 1968; пјешадијског капетана прве класе 1971; пјешадијског мајора 1975; пјешадијског потпуковника 1979; пјешадијског пуковника 1986. У чин генерал-мајора унапријеђен је 28. јуна 1994. године.
Обављао дужности: командира 2. одјељеља у Гардијској бригади до 1958; питомац у Војној академији до 1962; командир пратећег вода у Гардијској бригади; командир пратеће чете; командир 1. вода аутоматичарске чете у истој бригади све до 1966; командир 3. пјешадијске чете у 13. пролетерској пјешадијској бригади у Ријеци до 1968: на школоваљу у Политичкој школи Београд до 1971; на школоваљу у Вишој Војној академији Копнене војске до 1973; командант пјешадијског батаљона у 408. пјешадијском пуку Нови Сад до 1973; референт у одсјеку за оперативно наставне послове Команде одбране града Београда до 1975: наставник на катедри опште тактике Центар високих војних школа у Београду гдје је обављао више наставничких дужности до 1981; наставник на катедри за партизанска дејства у Центру војних школа до 1985; водитељ у области методологије ратне вјештине у Центру војних школа до 1986; секретар комисије за докторате и послиједипломске студије у истом центру до 1991; водитељ студија за магистре и докторе Универзитета Војске Југославије до 1992; начелник штаба Дринског корпуса до 1994. године. Написао већи број чланака и скрипти за потребе наставе у тактици и методологији ратне вјештине.
Пензионисан је 28. октобра 1994. године. Преминуо је 23. априла 2004.

## Одликовања и признања
Одликован у ЈНА:
- Орден за војне заслуге са сребрним мачевима, 1964.
- Орден Народне армије са сребрном звездом 1976
- Орден за војне заслуге са златним мачевима 1982
- Орден Народне армије са златном звездом 1990.

Одликован у ВРС:
- Орден Милоша Обилића.

Током службе оцјењиван је тринаест пута, осам пута оцјеном истиче се и пет пута оцјеном нарочито се истиче.